# 月例経済報告
月例経済報告（げつれいけいざいほうこく）は、日本政府が毎月景気に関する政府の公式見解を示す報告書。

## 概要
内閣府が景気動向指数に基づき毎月取りまとめ、経済財政政策担当大臣が関係閣僚会議で原案を提出して、了承を経て公表される。経済全般が総括的に評価され、個人消費、民間設備投資、住宅建設、公共投資、輸出・輸入、生産、物価、雇用情勢、地域経済、海外経済などの動向、さらには先行きの見通しやリスク要因にも言及される。基調判断では「弱含んでいる」「改善に足踏みがみられる」「持ち直しの動きがみられる」などの表現が用いられ、前月からの変化がわかるようになっている。

## 参照
- 月例経済報告関係資料